# Sergio Osmeña Sr.
Sergio Osmeña Sr. è una municipalità di seconda classe delle Filippine, situata nella Provincia di Zamboanga del Norte, nella regione della Penisola di Zamboanga.
Sergio Osmeña Sr. è formata da 39 baranggay:
- Antonino
- Bagong Baguio
- Bagumbayan
- Biayon
- Buenavista
- Dampalan
- Danao
- Don Eleno
- Kauswagan
- Labiray
- Liwanag
- Mabuhay
- Macalibre
- Mahayahay
- Marapong
- Nazareth
- Nebo
- New Rizal
- New Tangub
- Nuevavista

- Pedagan
- Penacio
- Poblacion Alto
- Poblacion Bajo
- Princesa Lamaya
- Princesa Freshia
- San Antonio
- San Francisco
- San Isidro
- San Jose
- San Juan
- Sinaad
- Sinai
- Situbo
- Tinago
- Tinindugan
- Tuburan
- Venus
- Wilben